# Ali Kazim
Ali Kazim (født 26. april 1973 på Nørrebro) er en dansk skuespiller og rapper. Han kendes fra sin medvirken i filmene Pizza King og Adams æbler.
Kazim er opvokset på Nørrebro og bor i Valby i København.
I december 2006 medvirkede han i julekalenderen Absalons Hemmelighed på DR1, hvor han spillede Amir. Året efter udgav han albummet Gadedrøm, hvorfra singlen "Spørgsmål" havde succes på landets radiostationer. Samme år medvirkede han i et afsnit af Forbrydelsen.
Foruden sit virke inden for film er Ali Kazim medstifter af den frivillige forening Fatimas Hånd, der arbejder med hjemløse, misbrugere, prostituerede og udsatte børn.

## Filmografi
- Pizza King - Junes (1999)
- John og Mia - (kortfilm, 2002)
- Halalabad Blues - Cengiz's stemme (2002)
- Bjørne Brødre - Vædder (2003)
- Regel nr. 1 - Patrick (2003)
- Stor Ståhaj - Ernie (2004)
- Adams æbler - Khalid (2005)
- Arthur og Minimoyserne - Koolomassai (2006)
- I min verden - (kortfilm, 2006)
- Min skøre familie Robinson - Karl (2007)
- Som en familie - Sami (kortfilm, 2007)
- Bolt - New York due (2008)
- Rejsen til Saturn - Jamil (2008)
- De fantastiske 3 - Scoremand (kortfilm, 2009)
- Parterapi - Svenden (2010)
- MGP missionen - Kumail (2013)
- Undercover (2016)

### Tv-serier
- Fox Grønland (sæson 2, episode 2, 2003)
- Forsvar - Walid Paarup (2003-2004)
- De udvalgte (2001)
- Johanne i Troldeskoven (sæson 1, episode 12, 2006)
- Absalons Hemmelighed - Amir (2006)
- Cellen (2011)
- Forbrydelsen - (sæson 1, episode 8, 2007)
- Greyzone (2018)
- Kastanjemand (2021)

## Diskografi
- Gadedrøm (2007)